# Середин, Владимир Алексеевич
Владимир Алексеевич Середин (9 февраля 1917, Борисоглебск, Тамбовская губерния — 6 апреля 1945) — штурман 866-го истребительного авиационного полка, капитан. Герой Советского Союза.

## Биография
Родился 9 февраля 1917 года в городе Борисоглебске (ныне Воронежской области) в семье рабочего. Русский. Член ВКП(б) с 1942 года. Окончил 7 классов и аэроклуб. Работал электросварщиком на Борисоглебском вагоноремонтном заводе. В РККА с 1938 года. В 1940 году окончил Борисоглебскую военную авиационную школу.
На фронтах Великой Отечественной войны с июня 1941 года. Капитан Середин В. А. к июню 1944 года совершил 195 боевых вылетов, в 76 воздушных боях сбил 15 самолётов противника. По другим данным всего совершил 308 боевых вылетов, провёл 76 воздушных боёв, в которых сбил лично 14 самолётов противника.
Звание Героя Советского Союза с вручением ордена Ленина и медали «Золотая Звезда» Владимиру Алексеевичу Середину присвоено 19 августа 1944 года.
С февраля 1945 года служил в управлении 295-й истребительной авиационной дивизии, летал на Ла-7.
Погиб при таране вражеского самолёта 6 апреля 1945 года в небе Венгрии, по другим данным погиб при выполнении пилотажа на трофейном спортивном самолёте в районе деревни Надьценк в 15 км от города Шопрон (Венгрия). Похоронен в посёлке Надьценк.

## Награды
Награждён орденом Ленина, 2 орденами Красного Знамени, орденом Александра Невского, медалями.

## Память
- В городе Борисоглебске именем Героя названа улица[1]
- В городе Борисоглебске в парке «Мемориальный комплекс Памяти и Славы» установлен бюст Героя в 2001[1];
- В городе Борисоглебске установлены мемориальные доски: на заводе химического машиностроения; на здании общеобразовательной школы № 12; на фасаде дома, в котором он жил; на фасаде здания железнодорожной школы ФЗУ, в которой он учился (ныне индустриальный техникум)[1].